# Chery E3
Pour les articles homonymes, voir E3.
La Chery E3 est un modèle de berline sous-compacte produite par Chery.

## Aperçu
La Chery E3 et a été lancée sur le marché automobile chinois le 12 septembre 2013 pour un prix variant de 56 800 à 69 800 yuans.
La puissance de la Chery E3 provient d'un moteur Acteco de 1,5 litre développant 109 ch (80 kW) et 140 nm, couplé à une transmission manuelle à cinq vitesses.

## Galerie

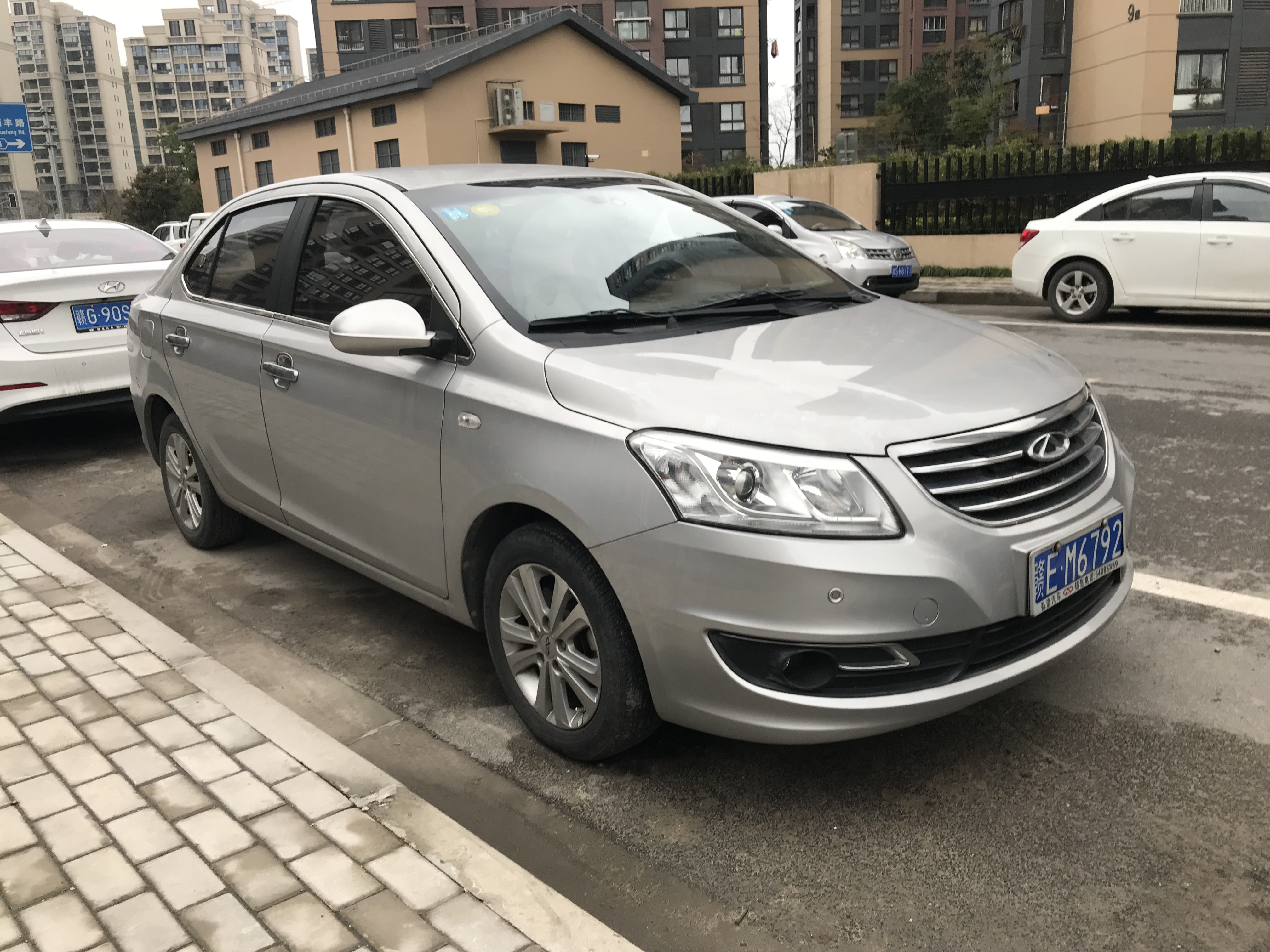
Chery E3 vue avant
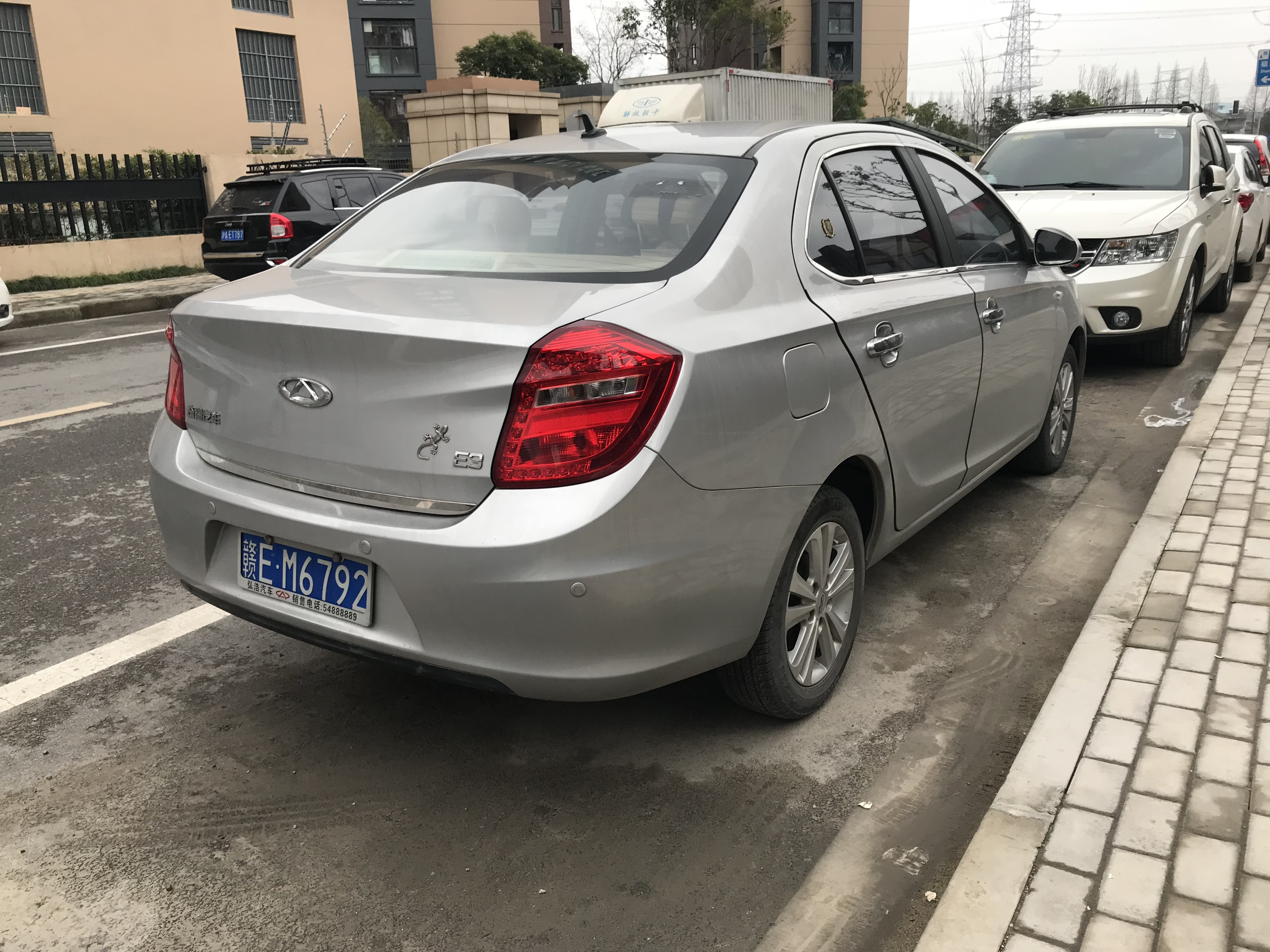
Chery E3 vue arrière
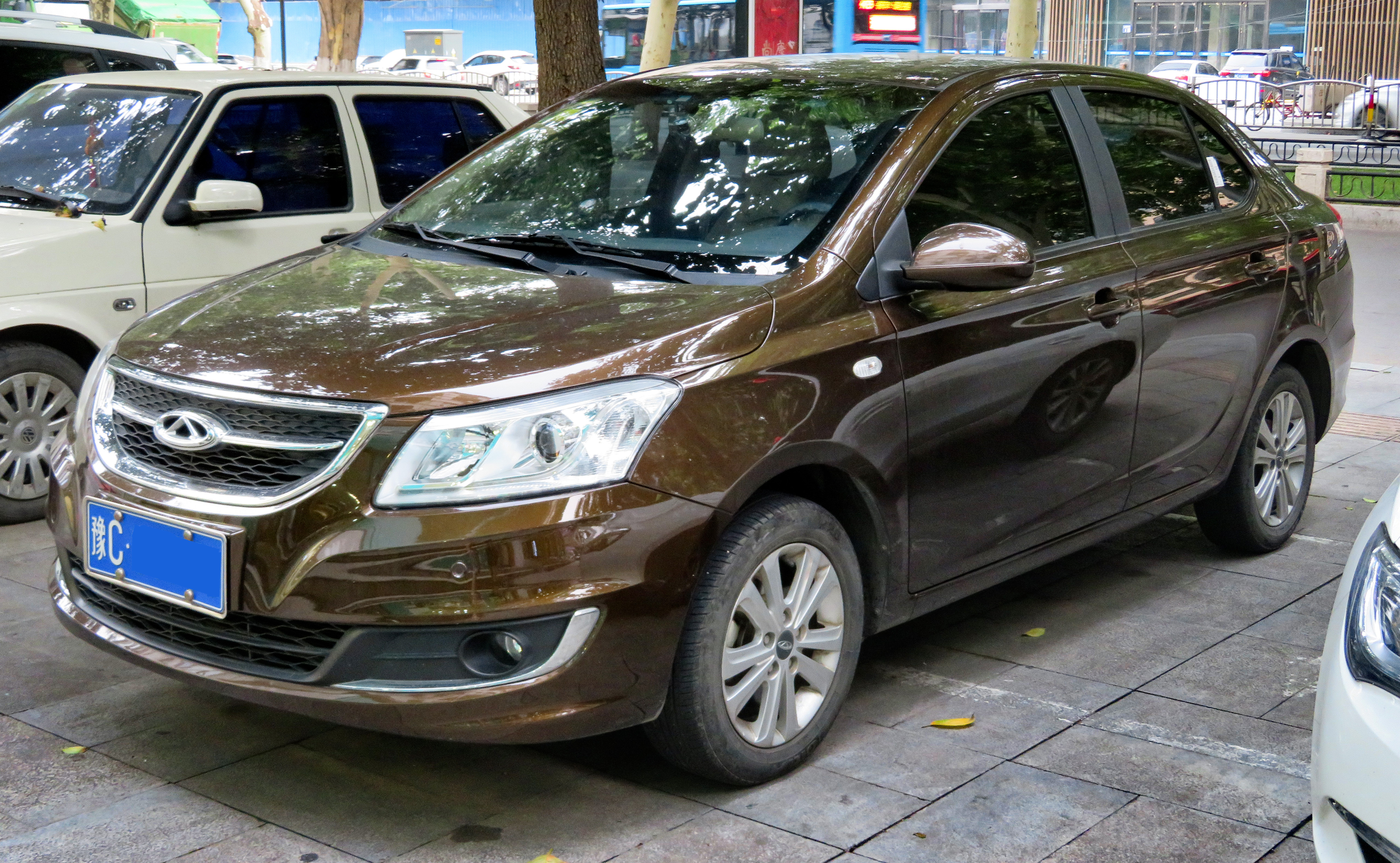
Chery E3 de 2015 vue avant